# 严字乡
严字乡，是中华人民共和国吉林省松原市乾安县下辖的一个乡镇级行政单位。

## 行政区划
严字乡下辖以下地区：
严字村、君字村、妇字村、随字村、性字村、情字村、外字村、美字村、当字村和行字村。